# Miloš Noha
Miloš Noha (26. října 1901 Jaroměř – 2000) byl český jazykovědec, slavista a překladatel.

## Život a dílo
V letech 1919/1920 až 1934 studoval jazykovědu na filozofické fakultě Univerzity Karlovy, poté dějiny práva na právnické fakultě téže univerzity. Studia práv zakončil státní zkouškou dne 10. října 1934.
Působil jako asistent ve slovanském semináři Filozofické fakulty Karlovy univerzity, kde se zabýval srovnávací slovanskou jazykovědou a dějinami slavistiky. Publikoval práce v tomto oboru. 
Také překládal z ruštiny, například knihy Konstantina Paustovského nebo Nachové plachty Alexandra Grina.
Mezi jeho opakovaně vydávaná díla patří: 
- Česko-srbocharvátský a srbocharvátsko-český kapesní slovník. Státní pedagogické nakladatelství Praha, 1963, 1965, 1967, 1984.